# So Crazy / Come
So Crazy / Come – dwudziesty trzeci singel Namie Amuro. Został wydany 14 października 2003 przez wytwórnię avex trax. Jest ostatnim singlem wydanym przez Amuro przed piątym albumem - Style. Singel był przez dwanaście tygodni w rankingu Oricon (sprzedano wtedy
48 969 egzemplarzy płyty). Najwyżej znajdował się na #3 miejscu. Piosenka SO CRAZY została użyta w reklamie firmy kosmetycznej Lucido-L, natomiast piosenka Come trafiła na soundtrack do anime InuYasha, gdzie pojawiła się w 128 odcinku. Premiera teledysku SO CRAZY odbyła się 5 października 2003 w stacji MTV Japan.

## Lista utworów
| 1. | So Crazy                         | 4:36  |
|    |                                  |       |
| 2. | Come                             | 4:38  |
|    |                                  |       |
| 3. | So Crazy (wersja instrumentalna) | 4:36  |
|    |                                  |       |
| 4. | Come (wersja instrumentalna)     | 4:37  |
|    |                                  |       |
|    |                                  | 18:27 |
|    |                                  |       |

## Wystąpienia na żywo
- 3 października 2003 - Music Station Special
- 16 października 2003 - AX Music Factory
- 18 października 2003 - Pop Jam
- 18 października 2003 - CDTV
- 20 października 2003 - Hej! Hey! Hej!
- 3 grudnia 2003 - FNS Music Festival
- 17 grudnia 2003 - Best Artist 30
- 22 grudnia 2003 - Hej! Hey! Hej! X'mas Special Live VII
- 26 grudnia 2003 - Music Station Special Super Live 2003
- 31 grudnia 2003 - 54th Kōhaku Uta Gassen

## Producenci
- Producenci - Full Force
- Programowanie - Ron Harris, Cobra Endo, kask, Mansson, Cunnah
- Remix - Bob Chiarelli
- Choreograf - Warner

## Oricon
| Diagram                                                    | Pozycja |
| ---------------------------------------------------------- | ------- |
| Dzienny diagram Oricon (w pierwszym dniu sprzedaży)        | #3      |
| Tygodniowy diagram Oricon (w pierwszym tygodniu sprzedaży) | #8      |
| Miesięczny diagram Oricon (w pierwszym miesiącu sprzedaży) | #30     |
| Roczny diagram Oricon                                      | -       |